# Maurizio Damilano
Maurizio Damilano, född 6 april 1957, är en italiensk före detta friidrottare (gångare).
Damilano tävlade huvudsakligen på den kortare distansen 20 kilometer gång men han har även världsrekordet på den något ovanliga distansen 30 kilometer gång (2:02.44,1) som han noterade 1992.
Bland Damilano meriter märks dels ett OS-guld från Moskva 1980 och dels dubbla VM-guld från 1987 och 1991.